# Kurt Landauer
Kurt Landauer (Planegg, 28 juli 1884 – München, 21 december 1961) was een Duitse voetballer en jarenlang voorzitter van FC Bayern München.
Landauer kwam in 1901 de eerste keer uit voor Bayern. Reeds voor de Eerste Wereldoorlog was hij in 1913 en 1914 voorzitter van de club. Vanaf 1919 was hij weer voorzitter. In deze periode viel de opkomst van Bayern als belangrijke club. In 1926 en in 1928 werd Bayern kampioen van Zuid-Duitsland. In 1926, 1928 en 1929 speelde Bayern in de eindronde voor het Duitse landskampioenschap. In 1932 werd Bayern voor het eerst landskampioen door Eintracht Frankfurt met 2:0 te verslaan.
In 1933, na de machtsovername door de nazi's verloor Landauer, omdat hij Jood was zijn baan bij de krant Münchner Neueste Nachrichten. Op 22 maart 1933 moet hij ook het voorzitterschap van Bayern opgeven. In 1938 werd hij een dag na de Kristallnacht opgepakt en voor twee maanden in het concentratiekamp Dachau opgesloten. Na zijn vrijlating vluchtte hij naar Zwitserland. De spelers waren Landauer niet vergeten. Bij een vriendschappelijke wedstrijd van Bayern tegen het Zwitsers voetbalelftal in 1940 begroetten zij Landauer, die op de tribune aanwezig was, hartelijk. Tijdens de oorlog werden de zus en drie broers van Landauer door de nazi's vermoord.
In 1947 keerde Landauer terug naar München en was tot 1951 nogmaals voorzitter van Bayern München. Op 21 december 1961 overleed Landauer in München.